# Walter Pradel
Walter Pradel, nome completo Walter Molin Pradel (Torino, 10 luglio 1975), è un cantautore e attore italiano.

## Biografia

### Le origini e prime comparse
Cresciuto a Torino, esordì all'età di 7 anni nel mondo dello spettacolo grazie ad una zia che lavorava assieme a Camillo Brero in una stazione televisiva locale, TeleStudio Torino, che lo convinse a partecipare ad alcune manifestazioni promosse nel torinese e facendo qualche comparsata televisiva. Successivamente a questo suo iniziale approccio seguì un periodo di stasi in cui si dedicò alla vita scolastica che lo portò ad iscriversi nel 1993 alla facoltà di Ingegneria Civile presso il Politecnico di Torino.

### Formazione artistica
Con la maggiore età ricominciò a dedicarsi al mondo dello spettacolo, del canto, della recitazione e della pubblicità. Varie le sue apparizioni in diverse sfilate di moda come modello e serate mondane come cantante. Risalgono a questi anni i suoi primi corsi di specializzazione presso diverse scuole di canto lirico, portamento e linguaggio corporeo. Successivamente si dedicò anche all'approfondimento dell'Estill Voice Training.
Tra il 2002 e 2006, presso la scuola di teatro Sergio Tofano di Torino, diretta da Mario Brusa, seguì dei corsi di recitazione cinetelevisiva e dizione, sotto la guida di Roberto Freddi e Anna Bonasso. Fu con questa scuola che cominciò a partecipare alla registrazione di alcuni cortometraggi e produzioni indipendenti.

### Cantante
Il suo debutto come cantante a livello nazionale avvenne nel 1996 con la partecipazione alle selezioni di Sanremo Giovani. Nel 1997 vinse il “Premio La Stampa” Liguria Estate. Due anni dopo partecipò anche alle selezioni del Festival di Castrocaro arrivando in semifinale.
Nel 2006 venne scelto come interprete dell'inno del Torino Football Club per il centenario.
Il suo primo album venne pubblicato nel maggio 2010 con il titolo Tutto da rifare da cui venne estratto il suo singolo più apprezzato, La misura. L'incisione del disco vede la partecipazione di Roberto Izzo e Stefano Cabrera, membri dei GnuQuartet, prodotto da Giacomo Caliolo (ex bassista dei Rondò Veneziano). Successivamente dall'album vennero estratti i singoli Comunque sia e Frequento il vento; con quest'ultima canzone, scritta e composta dal cantautore Mariano Rongo in arte Zorama, già inserita precedentemente nell’omonimo album del musicista campano nel 2008, vinse il premio internazionale Gallo d'oro nel 2011; del brano esiste la versione francese J'adore le Vent
Il suo secondo album è uscito nel novembre 2012 con il titolo Calma tempesta, da cui + stato estratto il singolo Un'altra musica, col testo di Zorama e la musica di Giacomo Caliolo. Il suddetto album uscì in duetto artistico con i Rondò Anthology.

### Attore
Debutta sia in teatro che sul piccolo schermo. Ha partecipato al musical teatrale Il fantasma di Canterville (2004) di Franco Travaglio tratto dall'omonima novella di Oscar Wilde e successivamente ai musical Stessa spiaggia stesso mare (2005), Hit Parade (2006) e alla commedia teatrale Proibito suicidarsi in primavera (2008).
In televisione recita nel film della Rai La bambina dalle mani sporche (2004) e nelle fiction Mediaset Cento vetrine (2005) e Vivere (2008).

### Produttore
Walter Pradel, insieme a Marco Zorzetto è anche produttore di nuovi talenti.

## Stile e influenze musicali
La voce di Walter è calda ed è caratterizzata da una notevole estensione. Le sue canzoni oscillano tra il pop e il rock con qualche influenza di jazz. Di particolare interesse e che caratterizza tutte le sue canzoni è l'utilizzo della sezione archi.
Walter vede i suoi riferimenti musicali nei Rolling Stone, Sting, Bruce Springsteen e nei Genesis.

## Premi e riconoscimenti
- 1997 – Premio Liguria Estate
- 2011 – Premio internazionale Gallo D'oro

## Musica

### Discografia
- 2010 – Tutto da rifare
- 2012 – Calma tempesta
- 2015 - 1X2

### Singoli
- 2010 – La misura
- 2011 – Comunque sia
- 2011 – Frequento il vento
- 2012 – Un'altra musica

## Teatro
- 2004 – Il fantasma di Canterville
- 2005 – Stessa spiaggia stesso mare
- 2005 – Il barone Squatti
- 2006 – Hit Parade 1979
- 2008 – Proibito suicidarsi in primavera

## Televisione
- 2004 – La bambina dalle mani sporche
- 2005 – Cento vetrine
- 2005 – Vivere
- 2006 – Per un pugno di puntate

## Doppiatore
- 2009 – Spot istituzionali per Blausen Medical
- 2010 – La tabacchiera dell'imperatore
- 2010 – Il cigno Fly